# Harald Helfrich
Harald Helfrich (* 12. August 1966 in Traunstein) ist ein deutscher Regisseur, Schauspieler und Komponist.

## Leben
Harald Helfrich ist der Sohn von Volksschauspieler Bernd Helfrich und der Enkel der Volksschauspielerin Amsi Kern. Er wuchs in Grainau auf und machte sein Abitur am Werdenfels-Gymnasium Garmisch-Partenkirchen. Anschließend studierte er Theaterwissenschaften und amerikanische Kulturgeschichte an der LMU München und schloss das Studium mit einem Magister ab. Danach begann er als Regieassistent und Inspizient am Stadttheater Ingolstadt und bei diversen Kabarett-Programmen in München, u. a. in Jörg Maurer’s Unterton, Erfahrung zu sammeln.
Von 1998 bis 2003 war Helfrich Regisseur, Schauspieler und Komponist bei den Freilichtspielen Schwäbisch Hall. Ab 2000 arbeitete er an zahlreichen TV-Inszenierungen im Bayerischen Fernsehen für das Chiemgauer Volkstheater und die Sitcom Spezlwirtschaft und spielte 2003 diverse TV-Rollen für das Chiemgauer Volkstheater, den Komödienstadl und Brettlspitzen. 2015 und 2018 war Helfrich in der durchgehenden Nebenrolle Daniel Brendel in der bayrischen Serie „Dahoam is Dahoam“ zu sehen.
Seit 2005 ist Helfrich Autor, Regisseur und Schauspieler beim Kultursommer Garmisch-Partenkirchen, wo er u. a. die Uraufführungen zu Flucht in die Heimat (2010), Willis wilde Weiber (2011) und Der Wildschütz Jennerwein (2013), Das verkaufte Dorf (2015) inszenierte. 2018 war Harald Helfrich Gründervater der Initiative „Künstler mit Herz“, die zur Landtagswahl mit „Mia ned“ einen viralen Hit landete. Seit 2019 ist er Drehbuchautor für das bayrische Fernsehen. 
Seit 2019 ist Harald Helfrich staatlich geprüfter Erzieher (Fachakademie der Sozialpädagogik in Starnberg). Er arbeitete in der Kinder- und Jugendpsychiatrie, der Offenen Jugendarbeit und leitet seit einigen Jahren die Offene Ganztagsschule der St.-Irmengard-Realschule 
Seit 2023 moderiert Harald Helfrich das Talk-Format „Wos d‘ ned sogst!“. Zu seinen Gästen zählen u.a. Laura Dahlmeier, Michael A.Grimm, Eisi Gulp und "Eberhofer" Sebastian Bezzel.
2021 war er Mitbegründer der bürgerschaftlichen Nachbarschaftshilfe „Weltcafé Burgrain“.
Von 2014 bis 2024 war er Mitglied des Kreistages in Garmisch-Partenkirchen.
Von 2014 bis 2015 war er Kulturreferent des Marktes Garmisch-Partenkirchen. 
Seit 2024 ist Helfrich zunehmend als Moderator und Sprecher unterwegs. 
Im Sommer 2024 wurde ihm die Silberne Ehrenmedaille des Landkreises Garmisch-Partenkirchen für langjähriges ehrenamtliches Engagement verliehen. 
Seit 2025 leitet er den Schulchor des Werdenfels-Gymnasiums Gymnasiums und gibt Workshops für Bühnengesang. 
Im Herbst 2025 ist Harald Helfrich in Ödön von Horvath`s "Himmelwärts" im Rahmen der Murnauer Horvath-Tage zu sehen. 

## Regie, Buch und Inszenierung (Auswahl)
- 1999: Inszenierung Der Tod und das Mädchen von Ariel Dorfman
- 2000–2017: Chiemgauer Volkstheater
- 1999: Freilichtspiele Schwäbisch Hall, Inszenierung „Der Tod und das Mädchen“ von Ariel Dorfman
- 2000: Freilichtspiele Schwäbisch Hall, Inszenierung „Krach im Hause Gott“ von Felix Mitterer
- 2001: Freilichtspiele Schwäbisch Hall, Inszenierung „Pippi Langstrumpf“ von Astrid Lindgren
- 2002: Freilichtspiele Schwäbisch Hall, Inszenierung Kasimir und Karoline von Ödön von Horváth
- 2003: Freilichtspiele Schwäbisch Hall, Inszenierung „Komödie der Irrungen“ von William Shakespeare
- 2004: Michael Endes Trödelmarkt der Träume
- 2005: Sophie Scholl – von der Hitlerjugend zur weißen Rose
- 2015: Die Insel-Hupfer – Jubiläumsfolge des Chiemgauer Volkstheaters

## Film und TV (Auswahl)
- 2000–2017: Chiemgauer Volkstheater
- 1998-2003 Mitglied der Freilichtspiele Schwäbisch Hall
- 2003 Hauptrolle im Musical „Pink“ im Metropoltheater Wien
- 2007/2008: Regisseur TV-Sitcom Spezlwirtschaft, BR-Fernsehen
- 2014: Hauptrolle im Komödienstadl: 1001 Nacht in Tegernbrunn, BR-Fernsehen
- 2015: Die Insel-Hupfer – Jubiläumsfolge des Chiemgauer Volkstheaters Buch und Regie
- 2015: Hauptrolle Auf geht’s beim Schichtl
- 2015/18 Daniel Brendel in „Dahoam is Dahoam“

## Musik
- 2004: Michael Endes Trödelmarkt der Träume
- seit 2012: Musikkabarett-Duo mit Gabi Lodermeier[1]